# Polytmus theresiae
Polytmus theresiae е вид птица от семейство Колиброви (Trochilidae).

## Разпространение
Видът е разпространен в Бразилия, Венецуела, Гвиана, Еквадор, Колумбия, Перу, Суринам и Френска Гвиана.